# Млакар, Ян
Ян Мла́кар (словен. Jan Mlakar; родился 23 октября 1998 года в городе Любляна, Словения) — словенский футболист, нападающий итальянского клуба «Пиза» и сборной Словении, выступающий на правах аренды за хорватский «Хайдук». Участник чемпионата Европы 2024.

## Клубная карьера
Млакар — воспитанник клуба «Домжале», к которому он присоединился в 2009 году. В 2012 году Ян побывал на просмотре в итальянской «Роме», но переход не состоялся. В юношеских командах «Домжале» он был главной звездой — в сезоне 2012/13 забил 32 гола в чемпионате Словении среди игроков до 15 лет, а через год уже в составе команды среди игроков до 17 лет забил 16 голов в 18 матчах. На региональном этапе молодёжного турнира Nike Premier Cup 2013 Млакар забил шесть голов.
Летом 2014 года Млакар побывал на просмотре в молодёжной команде итальянской «Фиорентины». Игроком также интересовались миланский «Интер» и английский «Манчестер Сити», но в январе 2015 года флорентийскому клубу удалось выиграть борьбу за словенского нападающего. Сумма трансфера составила около 1 млн евро. 30 апреля 2017 года в матче против «Палермо» Ян дебютировал в итальянской Серии A. Этот матч стал единственным для него в составе «Фиорентины». 7 июля 2017 года для получения игровой практики Млакар на правах аренды перешёл в клуб Серии B «Венеция». 6 августа в поединке Кубка Италии против «Порденоне» Ян дебютировал за новую команду. За полгода в «Венеции» Млакар провёл на поле всего 21 минуту и уже в январе 2018 года досрочно вернулся в «Фиорентину».
Вскоре после возвращения из аренды Млакар был продан словенскому «Марибору». По условиям сделки «Фиорентина» получила право на половину выручки от последующей продажи игрока. 25 февраля в матче против «Алюминия» он дебютировал в чемпионате Словении. 11 апреля в поединке против «Триглава» Ян забил свой первый гол за «Марибор».
В январе 2019 года Млакар перешёл в английский «Брайтон энд Хоув Альбион» подписав контракт на 3,5 года. По условиям сделки остаток сезона 2018/19 он провёл в «Мариборе» на правах аренды. В сезоне 2018/19 Млакар помог «Марибору» выиграть чемпионат Словении.
24 июля 2019 года Млакар был отдан в годичную аренду клубу английского Чемпионшипа «Куинз Парк Рейнджерс». 13 августа Млакар матче Кубка Английской футбольной лиги против «Бристоль Сити» он дебютировал за новый клуб. Основное время этого матча завершилось с ничейным счётом 3:3, а в послематчевой серии пенальти Млакар забил за «Рейнджерс», которые в итоге одержали победу.
31 января 2020 года Млакар был отозван из аренды в «КПР» и отдан в аренду «Уиган Атлетик» до конца сезона. 4 июля дебютировал за клуб, выйдя на замену в гостевом матче против «Брентфорда».
14 августа 2020 года был отдан в очередную аренду в «Марибор» до конца сезона. В составе клуба стал серебряным призёром чемпионата, уступив титул «Муры» лишь по разнице забитых мячей.
1 июля 2021 года подписал четырёхлетний контракт со сплитским «Хайдуком». 17 июля в матче против загребской «Локомотивы» он дебютировал в чемпионате Хорватии. В этом же поединке Ян сделал «дубль», забив свои первые голы за «Хайдук».
27 августа Млакар перешёл в «Пизу». Сумма трансфера составила около €3 миллионов. 29 августа в матче против «Пармы» он дебютировал за новую команду.

## Выступления за сборную
В 2015 году в составе юношеской сборной Словении Млакар принял участие в юношеском чемпионате Европы в Болгарии. На турнире он сыграл в матчах против команд Чехии, Германии и Бельгии.
1 июня 2021 года в товарищеском матче против сборной Северной Македонии Млакар дебютировал за сборную Словении. 4 июня в поединке против сборной Гибралтара Ян забил свой первый гол за национальную команду.

### Голы за сборную Словении
| #   | Дата             | Место                                       | Противник  | Счёт | Результат | Соревнование                       |
| --- | ---------------- | ------------------------------------------- | ---------- | ---- | --------- | ---------------------------------- |
| 01. | 4 июня 2021      | Бонифика, Копер, Словения                   | Гибралтар  | 4:0  | 6:0       | Товарищеский матч                  |
| 02. | 10 сентября 2023 | Олимпийский стадион, Серравалле, Сан-Марино | Сан-Марино | 0:2  | 0:4       | Чемпионат Европы 2024 квалификация |

## Достижения
«Марибор»
- Чемпион Словении: 2018/19